# Eva Bella
Eva Bella Kushner (Omaha, 3 giugno 2002) è un'attrice e doppiatrice statunitense.

## Biografia
Nata a Omaha, fu attratta da piccolissima dal mondo dello spettacolo. All'età di 6 anni e si trasferì con la famiglia a Los Angeles per coronare il suo sogno. Ha iniziato facendo danza e poi ha iniziato con la recitazione, apparendo dapprima in alcuni spot pubblicitari. Inoltre è molto attiva come doppiatrice e ha doppiato Elsa da bambina nel franchise di Frozen.

## Filmografia

### Attrice

#### Cinema
- Jessica Darling's It List, regia di Ali Scher (2016)

#### Televisione
- Parenthood – serie TV, episodi 2x09-2x12-2x13 (2010-2011)
- Maron – serie TV, episodio 1x09 (2013)
- Sam & Cat – serie TV, episodio 1x13 (2013)
- Feed Me – serie TV, 1 episodio (2014)
- Mad Men – serie TV, episodio 7x12 (2015)

### Doppiatrice

#### Cinema
- Le avventure di Fiocco di Neve (Floquet de Neu), regia di Andrés G. Schaer (2011)
- Cattivissimo me 2 (Despicable Me 2), regia di Pierre Coffin e Chris Renaud (2013)
- Si alza il vento (Kaze tachinu), regia di Hayao Miyazaki (2013)
- Frozen - Il regno di ghiaccio (Frozen), regia di Chris Buck e Jennifer Lee (2013)
- Mr. Peabody e Sherman (Mr. Peabody & Sherman), regia di Rob Minkoff (2014)
- Il libro della vita (The Book of Life), regia di Jorge R. Gutiérrez (2014)
- Hotel Transylvania 2, regia di Dženndi Tartakovskij (2015)
- Bling, regia di Kyung Ho Lee e Wonjae Lee (2016)
- Frozen - Le avventure di Olaf (Olaf's Frozen Adventure), regia di Kevin Deters e Stevie Wermers - cortometraggio (2017)
- Frozen II - Il segreto di Arendelle (Frozen II), regia di Chris Buck e Jennifer Lee - voce d'archivio (2019)
- La storia di Olaf (Once Upon a Snowman), regia di Dan Abraham e Trent Correy - cortometraggio, voce d'archivio (2020)

#### Televisione
- Clarence – serie TV, episodi 1x02-1x04 (2014)
- Whisker Haven Tales with the Palace Pets – serie TV, 4 episodi (2015-2018)
- I Griffin (Family Guy) – serie TV, episodio 17x03 (2015)
- Shimmer and Shine – serie TV, 68 episodi (2015-2020)